# Józef Żeleski
Józef Edmund Żeleski (ur. 18 marca 1896 w Wojnarowej, zm. ?) – major piechoty Wojska Polskiego, kawaler Orderu Virtuti Militari.

## Życiorys
Był synem Witolda. Do Wojska Polskiego został przyjęty z byłej armii austro-węgierskiej. Służył w 2 Pułku Strzelców Podhalańskich. W jego szeregach walczył na wojnie z bolszewikami. 1 czerwca 1921 był przydzielony z 2 psp do Głównego Centrum Wyszkolenia w Krakowie. 3 maja 1922 został zweryfikowany w stopniu porucznika ze starszeństwem z 1 czerwca 1919 i 2272. lokatą w korpusie oficerów piechoty, a jego oddziałem macierzystym był nadal 2 psp. Później został przeniesiony do 75 Pułku Piechoty w Królewskiej Hucie. 19 marca 1928 został mianowany kapitanem ze starszeństwem z 1 stycznia 1928 i 191. lokatą w korpusie oficerów piechoty. W listopadzie tego roku został przeniesiony do kadry oficerów piechoty z równoczesnym przeniesieniem służbowym do Szkoły Podchorążych Rezerwy Piechoty Nr 1 w Ostrowi-Komorowie. Później został przeniesiony do Korpusu Ochrony Pogranicza. 27 czerwca 1935 został mianowany majorem ze starszeństwem z 1 stycznia 1935 i 67. lokatą w korpusie oficerów piechoty. W sierpniu tego roku został przeniesiony z KOP do 84 Pułku Piechoty w Pińsku na stanowisko dowódcy batalionu. W 1938 został przesunięty na stanowisko II zastępcy dowódcy pułku (kwatermistrza).
W czasie kampanii wrześniowej 1939 dowodził 184 Pułkiem Piechoty. Na jego czele walczył w bitwie pod Kockiem. 6 października w Woli Burzeckiej dostał się do niemieckiej niewoli. Początkowo przebywał w Stalagu X B .
W 1966 Prezydent RP na uchodźstwie August Zaleski mianował go podpułkownikiem.

## Ordery i odznaczenia
- Krzyż Srebrny Orderu Wojskowego Virtuti Militari (17 maja 1921)[16][2]
- Krzyż Walecznych[17]
- Srebrny Krzyż Zasługi (10 listopada 1928)[18][17]